# Shenzhou 8
Shenzhou 8 (chinesisch 神舟八號 / 神舟八号, Pinyin Shénzhōu Bā Hào) war die achte Mission eines Shenzhou-Raumschiffs im Rahmen des bemannten Raumfahrtprogramms der Volksrepublik China. Shenzhou 8 war das erste chinesische Raumschiff, das ein Koppelmanöver durchführte.

## Missionsverlauf
Der Start erfolgte am 31. Oktober 2011 um 21:58 Uhr UTC (1. November 2011 05:58 Peking-Zeit). Neben der Erprobung der Flugeigenschaften des Raumschiffes selbst wurde am 3. November um 17:36 UTC (4. November 01:36 Peking-Zeit) erstmals von einem chinesischen Raumschiff ein Kopplungsmanöver im All durchgeführt. Kopplungsziel war das ebenfalls unbemannte Raumlabor Tiangong 1, das am 29. September 2011 ins All gebracht worden war.
Neben dem androgynen, das heißt bei ankoppelndem und Zielflugkörper identischen Koppeladapter am vorderen Ende des Orbitalmoduls hatte man auch sonst Verbesserungen am Raumschiff vorgenommen; mehr als die Hälfte der gut 600 Geräte an Bord waren technisch verändert worden. So waren zum Beispiel die Solarzellen aus polykristallinem Silicium durch Dreischicht-Galliumarsenid-Zellen ersetzt worden, die doppelt soviel Strom lieferten. Während einer 90-minütigen Erdumkreisung befand sich das Raumschiff für gut 50 Minuten im Sonnenlicht. Während dieser Zeit wurden Nickel-Cadmium-Akkumulatoren geladen, die die Systeme des Raumschiffs während der gut 30 Minuten, die es im Erdschatten verbrachte, mit Strom versorgten. Für den Fall eines Versagens der Stromversorgung war das Raumschiff zusätzlich mit Silberoxid-Zink-Batterien ausgestattet, die während einer vier Stunden dauernden Notlandung und anschließend noch für 24 Stunden bis zum Eintreffen der Rettungsmannschaften Strom liefern konnten.
An Bord von Shenzhou 8 befanden sich, ähnlich wie bei Shenzhou 3, zwei 75 kg schwere Raumfahrerpuppen (das maximal zulässige Körpergewicht eines chinesischen Raumfahrers beträgt 70 kg), die in die regulären Kabinenanzüge gekleidet auf den Druckliegen positioniert wurden. Die Raumfahrerpuppen waren mit Geräten zur Simulation der elektrischen Aktivitäten der Herzmuskelfasern, Atmung, Körpertemperatur und Blutdruck ausgestattet, um einen Eindruck von den körperlichen Belastungen während eines Koppelmanövers zu erhalten.
Nach knapp elf Tagen koppelte Shenzhou 8 am 14. November 2011 um 12:00 Uhr UTC von Tiangong 1 ab und entfernte sich auf 140 m. Anschließend näherte sich das Raumschiff wieder der Raumstation. Dieses Mal wurden Anflug und Kopplung um 14:37 Uhr UTC im Tageslicht durchgeführt. Am 16. November 2011 um 10:30 Uhr UTC koppelte Shenzhou 8 endgültig ab und landete am Folgetag um 11:32 Uhr UTC in der Inneren Mongolei.
Am 2. April 2012 trat das in der Umlaufbahn verbliebene Orbitalmodul des Raumschiffs in die Atmosphäre ein und verglühte.

## Simbox
Neben den Tests von Kopplung und Flugeigenschaften fanden während der Mission auch wissenschaftliche Experimente statt. So gab es Nutzlasten zur Weltraumwetter-Vorhersage sowie zum Test der Belastung und Fehleranfälligkeit von wissenschaftlichen Geräten während Start und Flug. Der Schwerpunkt der wissenschaftlichen Aktivitäten lag jedoch bei der Biologie. Im Mai 2007 hatte in Peking eine erste Besprechung zwischen Vertretern des Büros für bemannte Raumfahrt, des für die Nutzlasten bei den Missionen des bemannten Raumfahrtprogramms zuständigen  Zentrums für Projekte und Technologien zur Nutzung des Weltalls und der damaligen EADS Astrium (seit 2014 Airbus Defence and Space) stattgefunden, bei der man übereinkam, dass ein von der deutschen Seite zu entwickelnder Inkubator mit einem Shenzhou-Raumschiff ins All befördert werden sollte, um dort Experimente in der Schwerelosigkeit durchzuführen. Nach mehreren weiteren Besprechungen wurde schließlich im Mai 2008 ein bindendes Übereinkommen zwischen dem Büro für bemannte Raumfahrt und dem Deutschen Zentrum für Luft- und Raumfahrt unterzeichnet. Es wurde festgelegt, dass der von Astrium zu bauende Inkubator in der Rückkehrkapsel von Shenzhou 8 mitfliegen sollte.
Die Kosten für den Bau des Inkubators hatte das DLR zu tragen, während die chinesische Seite die Montage im Raumschiff, die Betreuung während des Fluges etc. übernahm.
Bis Oktober 2008 hatten sich die chinesischen Wissenschaftler mit den deutschen Ingenieuren geeinigt, welchen konkreten Anforderungen der Inkubator entsprechen musste. Die sogenannte „Simbox“ (中德合作通用生物培养箱) war rund 35 kg schwer und besaß ein Volumen von 37 l. Es handelte sich im Prinzip um einen Brutschrank mit regelbarer Luftfeuchtigkeit und Temperatur; die Umgebungsluft wurde von den Lebenserhaltungssystemen des Raumschiffs zur Verfügung gestellt. In dem Inkubator befanden sich 40 zigarettenschachtelgroße Versuchskammern, 24 davon statisch, 16 auf einer Art Felge montiert, die so rotierte, dass sich per Zentrifugalkraft eine radiale Beschleunigung von 1 g ergab. Alle Versuchskammern waren der kosmischen Strahlung ausgesetzt, die Versuchsobjekte in den statischen Kammern zusätzlich der Schwerelosigkeit, während die Objekte in der Zentrifuge eine der Erdanziehung entsprechende Kraft erfuhren.
Insgesamt wurden in der Simbox 17 Experimente aus den Bereichen Biologie und Biotechnologie durchgeführt, oft mit rotierenden und statischen Vergleichsobjekten bei einem Experiment. Als Versuchsobjekte dienten Pflanzen, Fadenwürmer, Bakterien und menschliche Krebszellen. Sechs der Experimente stammten von den deutschen Universitäten Erlangen, Hohenheim, Magdeburg, Tübingen, Hamburg und Freiburg.
Ein weiteres Experiment wurde in deutsch-chinesischer Zusammenarbeit von der Universitäten Erlangen und dem Institut für Hydrobiologie der Chinesischen Akademie der Wissenschaften (中国科学院水生生物研究所) in Wuhan durchgeführt.
Rein chinesische Experimente wurden unter anderem vom Institut für Pflanzenphysiologie und -ökologie der Chinesischen Akademie der Wissenschaften in Shanghai durchgeführt. So schickte zum Beispiel die Forschungsgruppe für Umwelt- und Weltraumbiologie (环境和空间生物学研究组) unter der Leitung von Cai Weiming (蔡伟明) Kalli der Reis-Unterart Oryza sativa subsp. nipponbare (日本晴) ins All, die Forschungsgruppe für Weltraumbiologie und Zellbiologie (空间生物学与细胞生物学研究组) unter der Leitung von Zheng Huiqiong (郑慧琼) experimentierte mit Kalli von Acker-Schmalwand, einem verbreiteten Modellorganismus in der Biologie.
Beide hatten einige Jahre vorher als Gastwissenschaftler an deutschen Universitäten geforscht.
Um die Frische der biologischen Proben sicherzustellen, wurde die Simbox erst am 30. Oktober 2011, einen Tag vor dem Start, in der Rückkehrkapsel des Raumschiffs installiert.
Sie nahm den Platz des dritten Raumfahrers in der Kabine ein und kehrte nach 16 Tagen im All wohlbehalten zur Erde zurück. Unmittelbar nach der Landung in der Amghulang-Steppe wurde die Simbox aus der Landekapsel entnommen und mit dem Flugzeug zum Militärflughafen Peking-Xijiao (北京西郊机场) gebracht, wo sie am 17. November 2011 um 16:20 Uhr UTC ankam. Auf dem Rollfeld wurde die Simbox von Vertretern des Satellitenkontrollzentrums Xi’an, von wo aus die Experimente gesteuert worden waren, sowie des Zentrums für Projekte und Technologien zur Nutzung des Weltalls in Empfang genommen und rasch in ein Labor der Chinesischen Akademie der Wissenschaften gebracht. Um etwa 19 Uhr UTC, siebeneinhalb Stunden nach der Landung, wurde die Box geöffnet und die Proben einer ersten Begutachtung unterzogen.
Anschließend wurden die einzelnen Proben zu den jeweiligen Instituten gebracht. So kamen zum Beispiel die statischen und rotierenden Proben eines Acker-Schmalwand-Experiments der damaligen Forschungsgruppe für Physiologische Ökologie der Pflanzen im Fachbereich Biologie der Universität Tübingen am 25. November 2011 dort an.